# Prefettura di Golfe
La prefettura di Golfe è una prefettura del Togo situato nella regione Marittima con 1.570.283 abitanti al censimento 2010. Il capoluogo è la città di Lomé.